# Аеромеханика
Аеромеханиката (от гр. аер – „въздух“ и механика) е раздел на хидроаеромеханиката (механиката на флуидите). Тя възниква още в древността като наука, която изучава законите на движение на въздуха и силите, които действат върху тела, движещи се във (или обтичащи се от) въздух. В аеромеханиката се разглежда движение със скорости по-малки от скоростта на звука (около 340 m/c, или 1200 km/h), при която въздухът може да се смята за несвиваем.
Няма рязка граница между хидромеханиката и аеромеханиката. В аеромеханиката се разглеждат идеални флуиди, в които вътрешното триене е несъществено. Аеромеханиката се подразделя от някои автори на аеростатика и аеродинамика. Поради ограничения обект на аеростатиката (въздушни маси в покой) често аеромеханиката се отъждествява с аеродинамиката.
Аеромеханиката възниква като самостоятелна наука в началото ХХ век във връзка с нуждите на авиацията за пресмятане на подемната сила на крилото и други аеродинамични характеристики.
В съответствие с методите на решаване на задачите, аеродинамиката се дели на теоретична и експериментална. Теоретичната аеромеханика търси решение на уравненията на идеален флуид за конкретните задачи на обтичане. В експерименталната аеромеханика се определят стойностите на интересните за практиката аеродинамични характеристики с помощта на експерименти в аеродинамични тръби. Това са уреди, в които неподвижно закрепен модел на изследвания обект се „продухва“ с поток от въздух с различна скорост. Една от основните задачи на аеромеханиката е създаване на методи за проектиране и оразмеряване на летателните апарати, определяне на полетните им характеристики и др.
Обширната област на неавиационите приложения на аеромеханиката обхваща промишлена и гражданска аеромеханика. В нея се разглеждат въпроси, свързани с вентилационната техника, с аеродинамичните сили на съпротивление при движение на транспорт и др. Освен това се правят изследвания на обтичането на здания и жилищни комплекси и определяне на ветровото натоварване.